# Baltalija
Baltalija (makedonsky Балталија) je vesnice v Severní Makedonii. Nachází se v opštině Štip ve Východním regionu.

## Geografie
Baltalija se nachází v jižní části opštiny Štip v údolí řeky Kriva Lakavica, levého přítoku Bregalnice. Leží v nadmořské výšce 380 metrů a od města Štip je vzdálená 18 km.

## Demografie
Podle sčítání lidu z roku 2002 žije ve vesnici 22 obyvatel.